# Phổ tán sắc bước sóng tia X
Phổ tán sắc bước sóng tia X (tiếng Anh: Wavelength-dispersive X-ray spectroscopy, WDS hoặc WDXS) là một phương pháp vi phân tích hóa học trong các thiết bị phân tích sử dụng chùm điện tử (như kính hiển vi điện tử quét, thiết bị chùm vi điện tử,..) bằng cách ghi nhận và phân tích chùm tia X đặc trưng phát ra từ mẫu vật do tương tác với chùm điện tử. WDS là một phương pháp phân tích không phá hủy, cho phép ghi nhận sự có mặt của các nguyên tố hóa học cũng như tỉ lệ phần trăm các nguyên tố này trong mẫu vật với độ chính xác cao.

## Nguyên lý làm việc

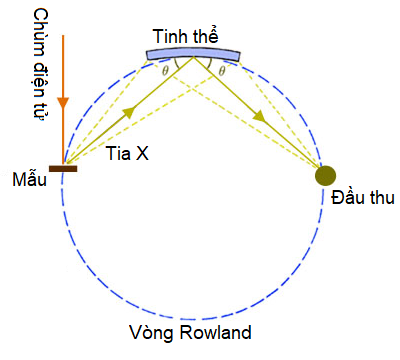
Nguyên lý kỹ thuật WDS: chùm tia X đặc trưng phát ra từ mẫu được tán xạ trên tinh thể và ghi nhận theo từng góc đặc trưng

WDS là phương pháp phân tích bằng cách ghi nhận tia X đặc trưng phát ra từ mẫu vật, tương tự như một phương pháp khác là phổ tán sắc năng lượng tia X (EDS): một chùm điện tử năng lượng cao tương tác với các nguyên tử trong mẫu vật sẽ đi sâu vào trong nguyên tử, tương tác với các lớp điện tử bên trong và phát ra tia X đặc trưng. Điểm khác biệt của WDS so với EDS là thay vì phân tích thông tin bằng cách phân tích năng lượng tán sắc của chùm điện tử, thiết bị này sẽ tán sắc chùm tia X và ghi nhận thông tin đặc trưng theo bước sóng tia X.
Để tán sắc bước sóng theo tia X, tia X phát ra từ mẫu vật thay vì được cảm biến ghi nhận trực tiếp, sẽ được nhiễu xạ trên một tinh thể, còn cảm biến sẽ ghi nhận lại chùm tia X nhiễu xạ theo góc nhiễu xạ đặc trưng bằng cách bố trí mẫu vật, tinh thể và cảm biến trên một đường tròn (gọi là vòng tròn Rowland). Mỗi bước sóng của tia X sẽ nhiễu xạ dưới các góc đặc trưng khác nhau và các vị trí khác nhau của cảm biến (hay đầu thu) sẽ cho phép ghi nhận các bước sóng khác nhau của tia X. Từ việc ghi nhận phổ bước sóng của tia X, thông tin hóa học trong mẫu (bao gồm sự có mặt của các nguyên tố và tỉ lệ phần trăm của chúng) sẽ được phân tích.

## Điểm mạnh và điểm yếu
WDS là phương pháp phân tích không phá hủy với độ chính xác cao, có độ phân giải năng lượng tốt hơn nhiều so với EDS (ở EDS là cỡ 120 eV còn ở WDS vào cỡ 20 eV), vì thế nó có khả năng phân biệt các nguyên tố tốt hơn nhiều so với EDS. WDS vì ghi nhận tia X theo từng bước sóng khác nhau nên có khả năng tạo ra tín hiệu mạnh hơn so với EDS, phổ tạo ra có đỉnh sắc nét và rõ hơn. Nhưng điều này cũng tạo ra một điểm yếu cố hữu của WDS: để có thể tạo ra phổ tán sắc theo các bước sóng khác nhau, đầu thu tia X sẽ phải di chuyển liên tục khiến cho việc ghi phổ trở nên tốn nhiều thời gian.